# Асни
Асни (араб. أسني‎) — город в Марокко, области Марракеш — Сафи, районе Асни, коммуне Асни.

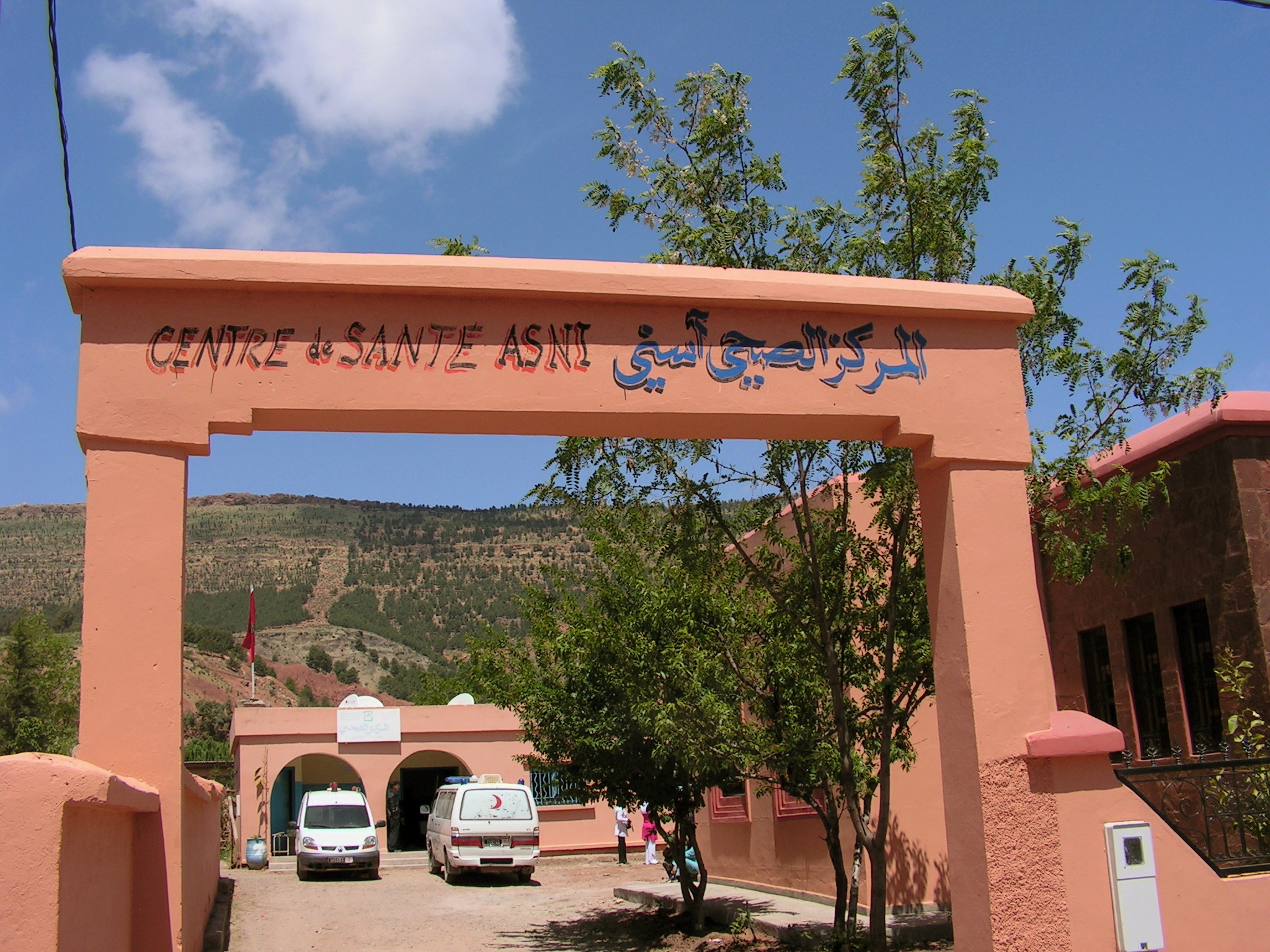
Центр здоровья

Является административным центром района Асни и коммуны Асни. Нет данных о численности жителей города Асни. Согласно результатам переписи населения Марокко 2014 года население коммуны Асни — 21 244 жителей, а района Асни — 59 881 жителей.

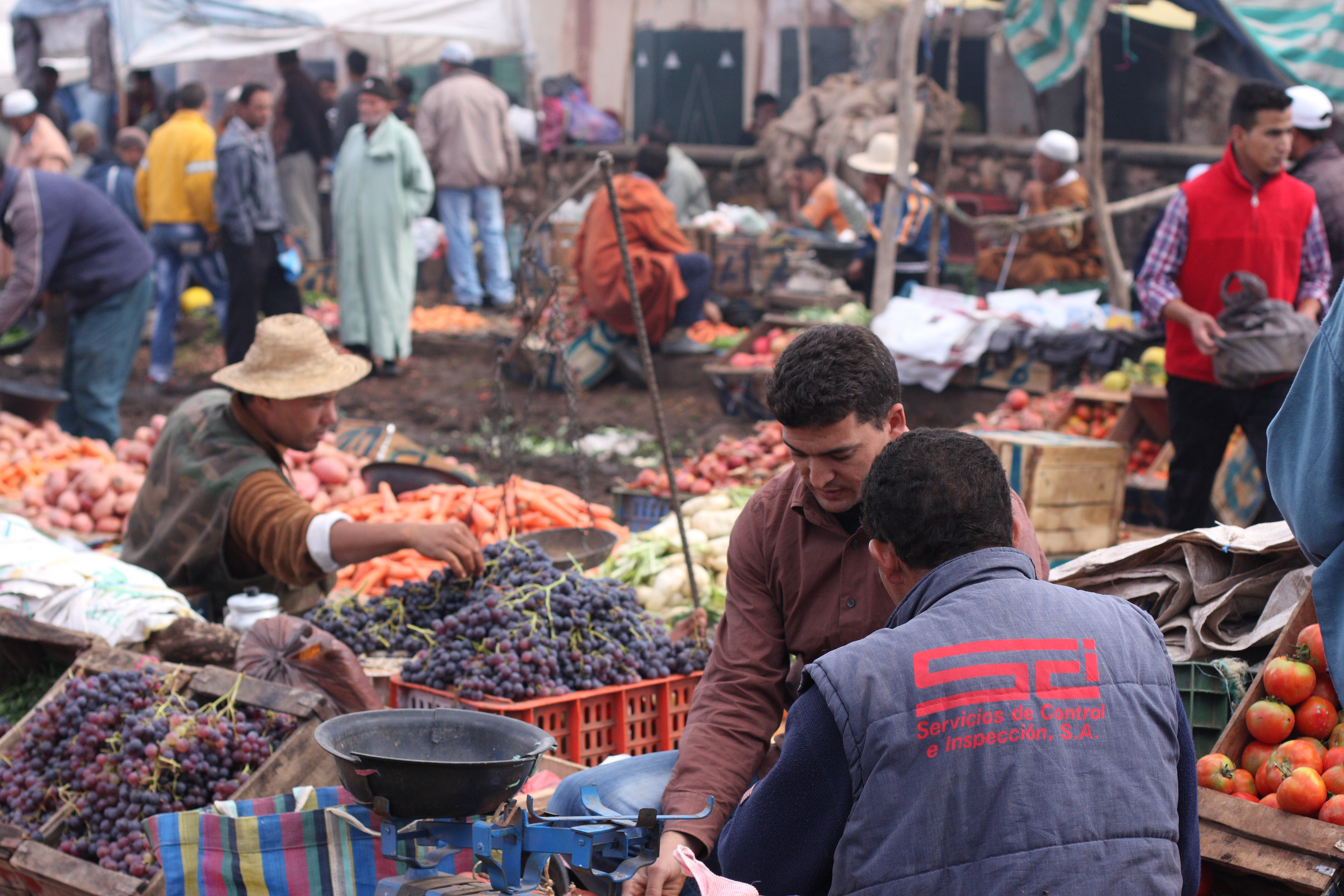
Рынок Асни

## География
Город расположен на горном хребте Высокий Атлас на высоте 1185 метров над уровнем моря.
Горная дорога связывает этот населенный пункт с деревнями Иккис и Имлиль (коммуна Асни), несколько раз в неделю по ней проходит автобус.